# Christian Hesthaven
Christian Hesthaven (født 28. juni 1976 i Aalborg) er en dommer ved Vestre Landsret. Tidligere har han været direktør i Nævnenes Hus, kommunaldirektør i Rebild Kommune og afdelingschef samt departementschef i Udlændinge- og Integrationsministeriet. Forud herfor var han juridisk chef i Statsministeriet og inden da i 13 år ansat i Justitsministeriet.
Christian Hesthaven er uddannet cand.jur. fra Aarhus Universitet i 2002.